# Robbie Williams
Robert Peter (Robbie) Williams (Stoke-on-Trent, 13 februari 1974) is een Brits popzanger. Van 1990 tot en met 1995 maakte Williams deel uit van Take That. Na die periode werd hij een succesvol solozanger. In 2010 werd hij weer kortstondig lid van de boyband.
Williams heeft meer dan 55 miljoen platen wereldwijd verkocht. Hij is de best verkopende Britse soloartiest in het Verenigd Koninkrijk en de best verkopende niet-latino-artiest in Latijns-Amerika. Zes van zijn albums staan in de top 100 meest verkochte albums in het Verenigd Koninkrijk. Hij won vijftien BRIT Awards (meer dan enig andere artiest) en zeven ECHO Awards. In 2004 werd hij opgenomen in de UK Music Hall of Fame, toen werd hij betiteld als de "grootste artiest van de jaren negentig."

## Biografie

### Populariteit met Take That
Robbie Williams' carrière begon met Take That. De in 1990 opgerichte band bleek zeer succesvol, met acht nummer 1-hits in Groot-Brittannië. Hun populariteit leidde tot een succes van soortgelijke bands in Groot-Brittannië. Hoewel het goed leek te gaan met de band, bleek Williams totaal niet in de groep te passen en maakte hij veel ruzie met de bandleden en het management. In 1995 verliet Williams Take That. Dat riep bewondering en verwarring op, want Take That was toen de beroemdste boyband. De algemene opinie is dat hij de opgelegde 'schone' levensstijl die de jongens moesten volgen (niet drinken/niet roken/geen drugs) niet langer kon volhouden. Na het verlaten van de band stortte Williams zich in een leven vol drank en vechtpartijen en maakte hij zijn oude band veelvuldig zwart.
Vijftien jaar nadat hij was vertrokken maakte hij samen met de band bekend dat ze weer samen aan de slag zouden gaan; in november 2010 verscheen er een nieuw album met de titel Progress. Williams ging tevens een jaar lang concerten geven met zijn oude band. Na de concertreeks verliet Williams de groep weer om zich toe te leggen op zijn solocarrière.

### 1996-1999: Eerste solosuccessen
In 1996 was Williams klaar om te starten met een nieuwe carrière. Zijn eerste single "Freedom", een cover van George Michael uit 1990, kwam uit in augustus 1996. Nadat Williams een tijd in een afkickkliniek had gezeten, kwam in 1997 de single "Old before I die" uit. Beide singles waren successen in Engeland. Dit zorgde voor de komst van zijn eerste soloalbum, Life thru a lens, later dat jaar. Life thru a lens bevatte zijn single "Old before I die" en flopte omdat de rest (bijvoorbeeld "Lazy days" en "South of the border") niet echt goed ontvangen werd.
Het laatste lied dat van Life thru a lens uitgebracht werd was "Angels". Dit lied zorgde voor de internationale comeback van Williams. "Angels" werd in februari 2005 door de Engelsen, tijdens de Britse muziekprijzen, verkozen tot beste lied van de afgelopen 25 jaar. Ook stond het op plaats 11 in de top 2000 van 2005. Ook in Nederland werd dit nummer een enorme hit. Williams werd door dit succes een bekendheid in Europa.
Zijn tweede album, I've been expecting you, kwam uit in 1998. Het album werd voorafgegaan door de single "Millennium", gebouwd rondom het James Bond thema "You only live twice". Dit nummer was in Europa een grote hit en behaalde in de Verenigde Staten nummer 72. Op de tweede single, "No regrets", kreeg Williams vocale ondersteuning van Pet Shop Boys-zanger Neil Tennant en van Neil Hannon van The Divine Comedy. Andere singles van het album waren "Strong" en "She's the one".
In 1999 werkte hij samen met Tom Jones voor een cover van het Lenny Kravitz-nummer "Are you gonna go my way" dat op Jones' album Reload kwam. Ook leverde Williams dat jaar een bijdrage aan een album met nummers van Noël Coward. Op dit album, Twentieth century blues, zingt hij "There are bad times just around the corner". Ook staat hij in 1999 op Pinkpop.

### 2000-2002:S(w)ing when you're winningenEscapology
Het album Sing when you're winning, dat werd uitgebracht in 2000, bevatte de hit "Rock DJ". De clip zorgde voor kritiek vanwege de gewaagde striptease die Williams deed. In Nederland haalde het lied de 6e plaats in de top 40. Het lied sloeg aan in de Verenigde Staten, maar Williams haalde niet de bekendheid zoals hij die in Europa had. Omdat de clip als schokkend werd gezien, werd dit beschouwd als het tijdelijke einde van Williams' carrière in de VS, hoewel de clip wel werd genomineerd voor de MTV Video Music Award.
In 2001 bracht Williams de cd Swing When You're Winning uit. Op deze cd vertolkte hij vele nummers uit de jaren 50 en 60. Op de cd stonden nummers als "Ain't that a kick in the head", "Things" en "Mack the knife". Er stond ook het duet "Somethin' Stupid" op met Nicole Kidman, origineel gezongen door Frank Sinatra en Nancy Sinatra. De cover van Bobby Darins "Beyond the sea" werd de soundtrack van de film Finding Nemo.
In 2002 stopte Williams de samenwerking met zijn schrijver Guy Chambers. Dit was echter maar voor korte duur, want een half jaar later werkten ze alweer samen aan Williams' nieuwe album Escapology, het album dat in 2002 uitkwam. Escapology kent meer rockinvloeden dan eerder werk van Williams. De eerste single ervan, "Feel", was een hit in Europa. In de zwart-wit clip speelde Darryl Hannah mee. Het album verkocht heel goed. In de album top 1000 aller tijden van Radio Veronica in 2006 eindigde Escapology op nummer 78. De clip van de single, "Come undone", werd gecensureerd door MTV Networks Europe, omdat Williams in de clip seks had met twee vrouwen, hoewel ze gekleed waren. Er waren reptielen en insecten te zien die in de mond van de vrouwen lagen.

### 2004-2006:Greatest hits,Intensive careenRudebox
Na de breuk met Chambers liet Williams zien dat hij er niet op achteruit was gegaan. Zo schreef hij onder andere samen met ex-Duran Duran-zanger Stephen Duffy de hits als "Radio" en "Misunderstood". Beide nummers kwamen op het album Greatest hits, dat uitkwam in oktober 2004. Dat jaar werd een biografie over Williams, met de titel Feel uitgebracht. In februari 2005 werd het nummer "Angels" gekozen tot beste lied van de afgelopen 25 jaar en kreeg hiervoor de British music industry's award.
Het album Intensive care kwam uit in Berlijn op 9 oktober 2005. Het kwam op tv en is uitgezonden vanaf speciale plaatsen, zoals bioscopen en theaters. Hoewel het album eerst niet in de VS uit zou komen had iTunes het toch mogelijk gemaakt om hem te bestellen, vanwege het succes in Europa. De eerste single van dit album was "Tripping" en werd wereldwijd een hit. "Make me pure" werd uitgebracht als promo. De clip van "Advertising space" toont Robbie verkleed als Elvis Presley. "Sin Sin Sin" is de laatst verschenen single en toont Williams als goeroe.
Op 23 oktober 2006 verscheen het album Rudebox. Op dit album experimenteert Robbie met elektronische muziek en het werd met enige kritiek ontvangen. Op dit album werkt hij onder andere samen met de Pet Shop Boys, Lily Allen en Mark Ronson en vertolkt hij nummers van Manu Chao, The Human League en My Robot Friend. De eerste single van het album, Rudebox, kwam op 4 september 2006 uit. Op Rudebox rapt hij het grootste gedeelte, met alleen een gezongen brug. De tweede single van het album is "Lovelight", die op 21 oktober 2006 uitkwam. Dit nummer is een cover van Lewis Taylor. De derde single die van het album werd uitgebracht is "She's Madonna". Dit nummer werd ook weer een grote hit voor Robbie met een nummer 2-notering in Nederland.

### 2009-2010:Reality killed the video staren verzamelalbum
Op 6 oktober 2008 liet Williams' manager Tim Clark weten dat begin 2009 zijn nieuwe album uitkomt.
Op 5 augustus 2009 werd op de officiële website Williams' langverwachte comeback aangekondigd. Het album, Reality Killed the Video Star, verscheen in november 2009. Een maand eerder, op 12 oktober om precies te zijn, verscheen de voorloper van het album, de single "Bodies", al op single. Trevor Horn produceerde zowel het album als de single. Begin december 2009 volgde de tweede single van het album: "You Know Me". In maart 2010 volgde dan ook de derde single: "Morning sun". Het album haalde goud in Nederland en platina in Vlaanderen.
Begin juni 2010 werd er een promotievideo op Williams' YouTube-kanaal gepubliceerd waarin zijn nieuwe album werd gepromoot. Het ging om een verzamelalbum (In and out of consciousness: The greatest hits 1990 - 2010) met alle hoogtepunten uit Williams' carrière. Het was de tweede keer dat er een 'Greatest hits' van Williams verscheen. Het album kwam op 11 oktober 2010 op de markt en het bevat 39 nummers. "Shame" is de eerste single van het album. Het is een duet tussen Williams en Gary Barlow. Voor het eerst sinds 15 jaar werkten deze twee samen. Er is ook een dvd-versie van het album uitgebracht, met alle muziekvideo's van de nummers op het album.
In 2010 zong Williams mee met onder andere Take That, Kylie Minogue, Mariah Carey, Susan Boyle en Rod Stewart in het benefietnummer voor Haïti na de aardbeving aldaar: een cover van "Everybody Hurts" van R.E.M.

### 2011-2013:Take the crown, eigen kledingmerk enSwings both ways
Midden 2011 lanceerde Williams het kledingmerk Farrell, vernoemd naar zijn grootvader. Het merk ging eind 2013 failliet. Williams bleef ondertussen verder werken aan zijn negende studioalbum dat bij zijn nieuwe platenlabel Universal verscheen in het najaar van 2012.
Na zijn uitstap bij Take That eerder dat jaar, tekende Williams een nieuw platencontract bij Universal en maakte meteen bekend dat er eind 2012 een album zou volgen. In 2012 mocht Williams een concert voor The Queen openen voor het Britse koningshuis en werd hij vader. Zijn single "Candy" en zijn album Take the crown kwamen dat jaar ook tegelijk een nummer 1. Ook de nummers "Different" en "Be a boy" werden hits. Daarnaast deed hij een uitverkochte reeks theater-concerten, drie uitverkochte shows in de Londense O2-arena en kondigt hij een nieuwe tournee aan in de zomer van 2013 met een voorprogramma van Olly Murs. Op 18 november 2013 bracht Williams het vervolg op het album Swing when you're winning uit, genaamd Swings both ways. De single "Go gentle" werd op 7 november 2013 uitgebracht. Op 15 december 2013 bracht hij "Dream a little dream" op single uit. Deze zong hij in met Lily Allen. Op het album staan nog meer duetten met onder andere Kelly Clarkson, Olly Murs, Michael Bublé en Rufus Wainwright.

### 2014-2015:Under the radar: Volume 1en 'Let me entertain You tour'
Op 1 december kwam het album Under the radar: Volume 1 uit. Dit album bevat nummers die al lange tijd op de computer van Williams stonden, maar nooit zijn uitgebracht. Het album is alleen te koop via zijn eigen website. Het album dingt dus ook niet mee in de hitlijsten. Dit album kwam op dezelfde dag uit als het nieuwe album van Take That. Het nieuwe album van Williams zou het album van Take That ruim voorbij gegaan zijn in de hitlijsten in Engeland. Inmiddels is het album wel te beluisteren via de muziekdienst Spotify.
Ook kondigde Williams aan om in 2015 op tournee te gaan en daarbij vooral landen aan te doen waar hij niet vaak is geweest. Williams was zo ook op Pinkpop, waar hij voor het eerst sinds 1999 optrad, de afsluiter op zaterdag 13 juni 2015. Daarnaast stond hij in België op het festival TW Classic. Van de drie shows in Parijs is van elke avond een livealbum uitgekomen en een album met het beste van de drie avonden. Deze albums zijn alleen verkrijgbaar via zijn eigen website.

### 2016-2018:Heavy entertainment show, BRITs Icon award enUnder the radar: Volume 2
Op 25 september 2016 kondigde Williams zijn 11e studioalbum Heavy entertainment show aan, dat op 4 november 2016 uitkwam. Op 30 september werd de eerste single van het album, "Party like a Russian", uitgebracht. Hierbij werd ook een videoclip gelanceerd. De tweede single die uitkwam was "Love my Life". Het album verscheen een week nadat het was uitgebracht direct op nummer 1 in de Nederlandse Album Top 100. Op 7 november kondigde Williams zijn nieuwe tour aan. Deze tour omvat het Verenigd Koninkrijk en Europa. In Nederland komt hij op 4 juli naar het Goffertpark in Nijmegen en vier dagen later staat hij op het festival Werchter Boutique in België.
In november 2016 kreeg Williams ook de hoogste muzikale onderscheiding van het Verenigd Koninkrijk, namelijk de BRITs Icon award. Hij wordt hiermee gewaardeerd voor zijn jarenlange bijdrage aan de Britse popmuziek. Alleen David Bowie en sir Elton John gingen hem voor.
Op 11 juli 2017 kondigde Williams het vervolgalbum in de Under the radar-serie aan: Under the radar: Volume 2. Net als de eerste plaat in deze serie staan hier nummers op die de studioalbums niet hebben gehaald. Het album is net als het eerste album alleen verkrijgbaar via zijn eigen website en dingt dus niet mee in de hitlijsten. Rond november 2017 komt het album uit. Op 1 augustus 2017 verscheen de eerste single getiteld: "Eyes on the Highway".
In 2018 trad hij op bij de opening van het WK voetbal in Rusland.

### 2019: Las Vegas enUnder the radar: Volume 3
In maart, mei en juni 2019 gaf Williams een tiental shows in Las Vegas. Daarnaast was hij op 14 juli de hoofdact van het British Summer Time Hyde Park. Op 14 februari komt het derde album in de serie Under the radar uit. Net als de voorgaande albums staat Williams bloot op de cover en zal het album enkel te verkrijgen zijn via zijn eigen website. De eerste single van het derde album, "I just want people to like me", kwam eind 2018 uit.

### 2022-2025:XXV,Better Man, stadionshows enBRITPOP
Het album XXV verscheen in september 2022. Het stond zes weken in de Nederlandse Album Top 100 en behaalde daarin de eerste plek. In de Vlaamse Ultratop 200 stond het album negentien weken in de lijst en haalde het de derde plek.
Better Man, een semi-biografische film over Williams, kwam uit in 2024. Hierin wordt hij als een chimpansee afgebeeld.
In juni 2025 trad Williams tweemaal op in de Johan Cruijff ArenA in Amsterdam. Davina Michelle verzorgde zijn voorprogramma. Diezelfde maand stond Williams op TW Classic in Werchter. Later dat jaar brengt hij zijn album BRITPOP uit.
Met Laura Pausini maakte Williams Desire, het officiële anthem voor het wereldkampioenschap voetbal voor clubs 2025. De twee traden samen op bij de finale van het kampioenschap.

## Privé
Williams is in zijn leven herhaaldelijk opgenomen geweest in afkickklinieken wegens diverse drank- en drugsverslavingen.
Op 7 augustus 2010 trouwde Williams met zijn partner Ayda Field tijdens een intieme plechtigheid in het huis dat ze toentertijd samen deelden in Los Angeles. Na een aantal jaren in het Verenigd Koninkrijk gewoond te hebben, keerde Williams met zijn gezin weer terug naar Los Angeles.
Williams en Field hebben samen twee dochters (geboren in 2012 en 2018) en twee zoons (geboren in 2014 en 2020).
Williams is ambassadeur van UNICEF in het Verenigd Koninkrijk.

## Discografie

### Albums
| Album met eventuele hitnotering(en) in de Nederlandse Album Top 100 | Datum van verschijnen | Datum van binnenkomst | Hoogste positie | Aantal weken | Opmerkingen                           |
| ------------------------------------------------------------------- | --------------------- | --------------------- | --------------- | ------------ | ------------------------------------- |
| Life thru a lens                                                    | 1997                  | 14-02-1998            | 59              | 10           |                                       |
| I've been expecting you                                             | 1998                  | 07-11-1998            | 35              | 45           |                                       |
| Sing when you're winning                                            | 28-08-2000            | 02-09-2000            | 3               | 85           |                                       |
| Swing when you're winning                                           | 19-11-2001            | 24-11-2001            | 2               | 103          |                                       |
| Escapology                                                          | 18-11-2002            | 30-11-2002            | 1(15wk)         | 101          | Bestverkochte album van het jaar 2003 |
| Live summer 2003                                                    | 29-09-2003            | 04-10-2003            | 3               | 56           | Livealbum                             |
| Greatest hits                                                       | 18-10-2004            | 23-10-2004            | 1(5wk)          | 70           | Verzamelalbum                         |
| Intensive care                                                      | 24-10-2005            | 29-10-2005            | 1(3wk)          | 49           |                                       |
| Rudebox                                                             | 23-10-2006            | 28-10-2006            | 2               | 31           | Platina                               |
| Reality killed the video star                                       | 09-11-2009            | 14-11-2009            | 1(1wk)          | 26           | Goud                                  |
| In and out of consciousness - The greatest hits 1990-2010           | 08-10-2010            | 16-10-2010            | 3               | 24           | Verzamelalbum                         |
| Take the crown                                                      | 02-11-2012            | 10-11-2012            | 1(1wk)          | 23           |                                       |
| Swings both ways                                                    | 2013                  | 23-11-2013            | 2               | 29           |                                       |
| The heavy entertainment show                                        | 04-11-2016            | 12-11-2016            | 1(1wk)          | 14           | Goud                                  |
| The Christmas present                                               | 22-11-2019            | 30-11-2019            | 6               | 5            |                                       |
| XXV                                                                 | 09-09-2022            | 17-09-2022            | 1(1wk)          | 6            |                                       |

| Album met hitnotering(en) in de Vlaamse Ultratop 200 albums | Datum van verschijnen | Datum van binnenkomst | Hoogste positie | Aantal weken | Opmerkingen          |
| ----------------------------------------------------------- | --------------------- | --------------------- | --------------- | ------------ | -------------------- |
| Life thru a lens                                            | 1997                  | 11-04-1998            | 13              | 11           |                      |
| I've been expecting you                                     | 1998                  | 07-11-1998            | 11              | 14           |                      |
| Sing when you're winning                                    | 2000                  | 09-09-2000            | 13              | 34           |                      |
| Swing when you're winning                                   | 2001                  | 01-12-2001            | 2               | 27           |                      |
| Escapology                                                  | 2002                  | 30-11-2002            | 1(2wk)          | 42           |                      |
| Live summer 2003                                            | 2003                  | 04-10-2003            | 5               | 37           |                      |
| Greatest hits                                               | 2004                  | 23-10-2004            | 2               | 89           | Verzamelalbum        |
| Intensive care                                              | 2005                  | 29-10-2005            | 1(1wk)          | 47           |                      |
| Rudebox                                                     | 2006                  | 28-10-2006            | 3               | 26           |                      |
| Reality killed the video star                               | 2009                  | 14-11-2009            | 3               | 21           | Platina              |
| In and out of consciousness - The greatest hits 1990-2010   | 2010                  | 16-10-2010            | 4               | 21           | Verzamelalbum / Goud |
| Take the crown                                              | 2012                  | 10-11-2012            | 8               | 30           |                      |
| Live at Knebworth - 10th anniversary edition                | 2013                  | 10-08-2013            | 124             | 2            |                      |
| Swings both ways                                            | 2013                  | 30-11-2013            | 4               | 21           |                      |
| The heavy entertainment show                                | 2016                  | 12-11-2016            | 3               | 38           |                      |
| The Christmas present                                       | 22-11-2019            | 30-11-2019            | 7               | 10           |                      |
| XXV                                                         | 09-09-2022            | 17-09-2022            | 3               | 19           |                      |

### Singles
| Single met eventuele hitnotering(en) in de Nederlandse Top 40 | Datum van verschijnen | Datum van binnenkomst | Hoogste positie | Aantal weken | Opmerkingen                                                         |
| ------------------------------------------------------------- | --------------------- | --------------------- | --------------- | ------------ | ------------------------------------------------------------------- |
| Freedom                                                       | 1996                  | 10-08-1996            | 10              | 4            | Nr. 12 in de Mega Top 50 / Alarmschijf                              |
| Old before I die                                              | 14-04-1997            | 10-05-1997            | 32              | 2            | Nr. 53 in de Mega Top 100                                           |
| Lazy days                                                     | 14-07-1997            | 02-08-1997            | tip18           | -            | Nr. 72 in de Mega Top 100                                           |
| South of the border                                           | 15-09-1997            | 4-10-1997             | tip21           | -            |                                                                     |
| Angels                                                        | 01-12-1997            | 10-01-1998            | 14              | 14           | Nr. 14 in de Mega Top 100                                           |
| Let me entertain you                                          | 16-03-1998            | 11-04-1998            | tip2            | -            | Nr. 42 in de Mega Top 100                                           |
| Millennium                                                    | 07-09-1998            | 26-09-1998            | 29              | 5            | Nr. 38 in de Mega Top 100 / Alarmschijf                             |
| No regrets                                                    | 30-11-1998            | 12-12-1998            | tip14           | -            | Nr. 71 in de Mega Top 100                                           |
| Strong                                                        | 15-03-1999            | 17-04-1999            | tip7            | -            | Nr. 55 in de Mega Top 100                                           |
| She's the one                                                 | 08-11-1999            | 20-11-1999            | 29              | 7            | Nr. 33 in de Mega Top 100                                           |
| Rock DJ                                                       | 2000                  | 29-07-2000            | 6               | 13           | Nr. 11 in de Mega Top 100 / Alarmschijf                             |
| Kids                                                          | 09-10-2000            | 21-10-2000            | 11              | 8            | met Kylie Minogue / Nr. 24 in de Mega Top 100 / Alarmschijf         |
| Supreme                                                       | 11-12-2000            | 06-01-2001            | 8               | 11           | Nr. 16 in de Mega Top 100 / Alarmschijf                             |
| Let love be your energy                                       | 09-04-2001            | 14-04-2001            | 21              | 5            | Nr. 55 in de Mega Top 100                                           |
| Eternity / The road to Mandalay                               | 09-07-2001            | 28-7-2001             | 17              | 14           | Nr. 11 in de Mega Top 100                                           |
| Somethin' stupid                                              | 10-12-2001            | 15-12-2001            | 9               | 11           | met Nicole Kidman / Nr. 5 in de Mega Top 100                        |
| Mr. Bojangles                                                 | 2002                  | 09-03-2002            | tip12           | -            | Nr. 66 in de Mega Top 100                                           |
| My culture                                                    | 08-04-2002            | 20-04-2002            | 33              | 3            | met 1 Giant Leap en Maxi Jazz / Nr. 42 in de Mega Top 100 / Megahit |
| Feel                                                          | 02-12-2002            | 07-12-2002            | 1(2wk)          | 20           | Nr. 1 in de Mega Top 100 / Alarmschijf                              |
| Come undone                                                   | 31-03-2003            | 05-04-2003            | 8               | 15           | Nr. 26 in de Mega Top 50 / Alarmschijf                              |
| Something beautiful                                           | 2003                  | 19-07-2003            | 8               | 12           | Nr. 16 in de Mega Top 50 / Alarmschijf                              |
| Sexed up                                                      | 03-11-2003            | 08-11-2003            | 12              | 12           | Nr. 33 in de Mega Top 50 / Alarmschijf                              |
| Radio                                                         | 2004                  | 02-10-2004            | 9               | 6            | Nr. 9 in de Mega Top 50 / Megahit                                   |
| Misunderstood                                                 | 06-12-2004            | 18-12-2004            | 8               | 8            | Nr. 15 in de Mega Top 50                                            |
| Tripping                                                      | 03-10-2005            | 08-10-2005            | 1(3wk)          | 17           | Nr. 2 in de Mega Top 50 / Alarmschijf / Megahit                     |
| Make Me Pure                                                  | 03-10-2005            | 19-11-2005            | 15              | 8            | B-kant van Tripping / Nr. 2 in de Mega Top 50                       |
| Advertising space                                             | 12-12-2005            | 24-12-2005            | 5               | 12           | Nr. 12 in de Mega Top 50 / Alarmschijf                              |
| Sin sin sin                                                   | 22-05-2006            | 03-06-2006            | 9               | 11           | Nr. 13 in de Mega Top 50 / Alarmschijf                              |
| Rudebox                                                       | 04-09-2006            | 09-09-2006            | 4               | 9            | Nr. 6 in de Mega Top 50 / Megahit                                   |
| Lovelight                                                     | 2006                  | 11-11-2006            | 8               | 11           | Nr. 9 in de Mega Top 50                                             |
| She's Madonna                                                 | 05-03-2007            | 24-03-2007            | 2               | 13           | met Pet Shop Boys / Nr. 3 in de Mega Top 50 / Alarmschijf           |
| Close my eyes                                                 | 02-2009               | 07-02-2009            | 17              | 8            | met Sander van Doorn / Nr. 7 in de Mega Top 50                      |
| Bodies                                                        | 2009                  | 26-09-2009            | 1(4wk)          | 14           | Nr. 3 in de Mega Top 50 / Alarmschijf / Megahit                     |
| You know me                                                   | 04-12-2009            | 07-11-2009            | 10              | 16           | Nr. 31 in de Mega Top 50 / Alarmschijf                              |
| Morning sun                                                   | 08-03-2010            | 13-03-2010            | 19              | 9            | Nr. 75 in de B2B Single Top 100 / Alarmschijf                       |
| Shame                                                         | 2010                  | 11-09-2010            | 10              | 14           | met Gary Barlow / Nr. 4 in de Mega Top 50                           |
| Heart and I                                                   | 08-11-2010            | 29-01-2011            | tip2            | -            |                                                                     |
| Candy                                                         | 10-09-2012            | 29-09-2012            | 3               | 24           | Nr. 1 in Mega Top 50 / Alarmschijf                                  |
| Different                                                     | 17-12-2012            | 12-01-2013            | tip7            | -            |                                                                     |
| Be a Boy                                                      | 11-03-2013            | 11-05-2013            | tip12           | -            |                                                                     |
| Go gentle                                                     | 2013                  | 19-10-2013            | tip5            | -            | Nr. 78 in de B2B Single Top 100                                     |
| The days                                                      | 03-10-2014            | 18-10-2014            | 10              | 14           | met Avicii / Nr. 18 in de Mega Top 50                               |
| Party like a russian                                          | 03-10-2016            | 08-10-2016            | tip20           | -            |                                                                     |
| Love my life                                                  | 11-11-2016            | 05-11-2016            | tip14           | -            |                                                                     |
| Electrico romantico                                           | 18-01-2019            | 26-01-2019            | tip16           | -            | met Bob Sinclar                                                     |
| Time for change                                               | 2019                  | 30-11-2019            | tip29*          |              |                                                                     |

| Single met hitnotering(en) in de Vlaamse Ultratop 50 | Datum van verschijnen | Datum van binnenkomst | Hoogste positie | Aantal weken | Opmerkingen                                    |
| ---------------------------------------------------- | --------------------- | --------------------- | --------------- | ------------ | ---------------------------------------------- |
| Freedom                                              | 1996                  | 17-08-1996            | 16              | 6            | Nr. 16 in de Radio 2 Top 30                    |
| Old before I die                                     | 1997                  | 17-05-1997            | 47              | 1            |                                                |
| Angels                                               | 1998                  | 07-02-1998            | 6               | 18           | Nr. 6 in de Radio 2 Top 30                     |
| Let me entertain you                                 | 1998                  | 23-05-1998            | tip17           | -            |                                                |
| Millennium                                           | 1998                  | 26-09-1998            | 18              | 10           | Nr. 18 in de Radio 2 Top 30                    |
| No regrets                                           | 1998                  | 05-12-1998            | tip5            | -            |                                                |
| Strong                                               | 1999                  | 03-04-1999            | tip8            | -            |                                                |
| She's the one                                        | 1999                  | 18-12-1999            | 40              | 11           |                                                |
| Rock DJ                                              | 2000                  | 12-08-2000            | 18              | 10           | Nr. 18 in de Radio 2 Top 30                    |
| Kids                                                 | 2000                  | 11-11-2000            | 38              | 4            | met Kylie Minogue                              |
| Supreme                                              | 2000                  | 30-12-2000            | 29              | 7            | Nr. 29 in de Radio 2 Top 30                    |
| Eternity                                             | 2001                  | 28-07-2001            | 6               | 15           | Nr. 5 in de Radio 2 Top 30                     |
| Somethin' stupid                                     | 2001                  | 15-12-2001            | 5               | 15           | met Nicole Kidman / Nr. 2 in de Radio 2 Top 30 |
| Mr. Bojangles                                        | 2002                  | 06-04-2002            | tip12           | -            |                                                |
| My culture                                           | 2002                  | 27-04-2002            | 50              | 1            | met 1 Giant Leap en Maxi Jazz                  |
| Feel                                                 | 2002                  | 07-12-2002            | 5               | 18           | Nr. 3 in de Radio 2 Top 30                     |
| Come undone                                          | 2003                  | 10-05-2003            | 48              | 2            |                                                |
| Something beautiful                                  | 2003                  | 02-08-2003            | 48              | 2            | Nr. 30 in de Radio 2 Top 30                    |
| Sexed up                                             | 2003                  | 08-11-2003            | tip4            | -            |                                                |
| Radio                                                | 2004                  | 16-10-2004            | 28              | 3            | Nr. 15 in de Radio 2 Top 30                    |
| Misunderstood                                        | 2004                  | 18-12-2004            | tip3            | -            |                                                |
| Tripping                                             | 2005                  | 08-10-2005            | 8               | 21           | Nr. 4 in de Radio 2 Top 30                     |
| Advertising space                                    | 2005                  | 24-12-2005            | 19              | 13           | Nr. 15 in de Radio 2 Top 30                    |
| Sin sin sin                                          | 2006                  | 10-06-2006            | 25              | 11           | Nr. 15 in de Radio 2 Top 30                    |
| Rudebox                                              | 2006                  | 16-09-2006            | 4               | 11           | Nr. 2 in de Radio 2 Top 30                     |
| Lovelight                                            | 2006                  | 02-12-2006            | 18              | 13           | Nr. 16 in de Radio 2 Top 30                    |
| She's Madonna                                        | 2007                  | 03-03-2007            | 3               | 17           | met Pet Shop Boys / Nr. 2 in de Radio 2 Top 30 |
| Close my eyes                                        | 2009                  | 11-04-2009            | tip19           | -            | met Sander Van Doorn                           |
| Bodies                                               | 2009                  | 24-10-2009            | 5               | 11           | Nr. 8 in de Radio 2 Top 30                     |
| You know me                                          | 2009                  | 26-12-2009            | 17              | 10           | Nr. 4 in de Radio 2 Top 30                     |
| Morning sun                                          | 2010                  | 27-03-2010            | tip12           | -            | Nr. 6 in de Radio 2 Top 30                     |
| Shame                                                | 2010                  | 11-09-2010            | 21              | 8            | met Gary Barlow / Nr. 6 in de Radio 2 Top 30   |
| Heart and I                                          | 2010                  | 25-12-2010            | tip26           | -            |                                                |
| Candy                                                | 2012                  | 13-10-2012            | 18              | 15           | Nr. 5 in de Radio 2 Top 30                     |
| Different                                            | 2012                  | 15-12-2012            | tip12           | -            |                                                |
| Be a boy                                             | 2013                  | 23-03-2013            | tip14           | -            |                                                |
| Goin' crazy                                          | 2013                  | 22-06-2013            | tip2            | -            | met Dizzee Rascal                              |
| Go gentle                                            | 2013                  | 02-11-2013            | tip15           | -            |                                                |
| Dream a little dream                                 | 2013                  | 14-12-2013            | tip16           | -            | met Lily Allen                                 |
| Shine my shoes                                       | 2014                  | 29-03-2014            | tip46           |              |                                                |
| Party like a russian                                 | 2016                  | 08-10-2016            | 18              | 9            |                                                |
| Love my life                                         | 2016                  | 18-02-2017            | 46              | 2            |                                                |
| Electrico romantico                                  | 2019                  | 26-01-2019            | tip20           | -            | met Bob Sinclar                                |
| Forbidden Road                                       | 2024                  | 12-01-2025            | 48              | 1*           |                                                |

### NPO Radio 2 Top 2000
| Nummers met noteringen in de NPO Radio 2 Top 2000 | '01  | '02 | '03 | '04 | '05 | '06  | '07  | '08  | '09  | '10  | '11  | '12  | '13  | '14  | '15  | '16  | '17  | '18  | '19  | '20  | '21  | '22  | '23  | '24  |
| ------------------------------------------------- | ---- | --- | --- | --- | --- | ---- | ---- | ---- | ---- | ---- | ---- | ---- | ---- | ---- | ---- | ---- | ---- | ---- | ---- | ---- | ---- | ---- | ---- | ---- |
| Advertising Space                                 | ×    | ×   | ×   | ×   | -   | -    | 1379 | -    | 1568 | 1995 | -    | 1359 | -    | -    | -    | -    | -    | -    | -    | -    | -    | -    | -    | -    |
| Angels                                            | 364  | 114 | 24  | 44  | 11  | 18   | 39   | 24   | 34   | 37   | 55   | 41   | 40   | 75   | 80   | 74   | 68   | 76   | 89   | 82   | 92   | 90   | 59   | 70   |
| Candy                                             | ×    | ×   | ×   | ×   | ×   | ×    | ×    | ×    | ×    | ×    | ×    | 482  | 974  | 1741 | -    | -    | -    | -    | -    | -    | -    | -    | -    | -    |
| Come undone                                       | ×    | ×   | -   | -   | -   | -    | -    | -    | -    | -    | -    | -    | -    | -    | -    | -    | -    | 1742 | 1867 | 1867 | -    | 1955 | 1527 | -    |
| Eternity                                          | -    | -   | -   | -   | -   | -    | -    | -    | -    | -    | -    | 1950 | -    | -    | -    | -    | -    | -    | -    | -    | -    | -    | -    | -    |
| Feel                                              | ×    | -   | -   | 229 | 45  | 52   | 127  | 108  | 126  | 145  | 206  | 163  | 208  | 296  | 318  | 329  | 380  | 399  | 433  | 467  | 668  | 624  | 548  | 590  |
| Let Me Entertain You                              | -    | -   | -   | -   | -   | -    | -    | -    | -    | -    | -    | -    | -    | 768  | 656  | 712  | 802  | 847  | 870  | 798  | 782  | 820  | 657  | 979  |
| Millennium                                        | -    | -   | -   | -   | -   | 1092 | 1761 | 1920 | 1504 | 1447 | 1584 | 1664 | 1811 | -    | -    | -    | -    | -    | -    | -    | -    | -    | -    | -    |
| Morning Sun                                       | ×    | ×   | ×   | ×   | ×   | ×    | ×    | ×    | ×    | 1462 | -    | -    | -    | -    | -    | -    | -    | -    | -    | -    | -    | -    | -    | -    |
| Mr. Bojangles                                     | ×    | -   | -   | -   | -   | -    | -    | -    | -    | -    | -    | -    | -    | -    | -    | -    | -    | 853  | 862  | 803  | 885  | 984  | 1038 | 1186 |
| Rock DJ                                           | -    | -   | -   | -   | -   | 681  | 1718 | 1713 | 1560 | 1790 | 1757 | 1372 | 1473 | -    | -    | -    | -    | -    | -    | -    | -    | -    | -    | -    |
| Shame (met Gary Barlow)                           | ×    | ×   | ×   | ×   | ×   | ×    | ×    | ×    | ×    | -    | 1718 | -    | -    | -    | -    | -    | -    | -    | -    | -    | -    | -    | -    | -    |
| She's Madonna (met Pet Shop Boys)                 | ×    | ×   | ×   | ×   | ×   | ×    | 1279 | -    | -    | -    | -    | -    | -    | -    | -    | -    | -    | -    | -    | -    | -    | -    | -    | -    |
| She's the One                                     | 1091 | 374 | 205 | 301 | 219 | 383  | 806  | 377  | 939  | 1075 | 1245 | 1273 | 1020 | 1388 | 1516 | 1521 | 1773 | 1525 | 1621 | 1658 | 1852 | 1772 | 1506 | 1557 |
| Somethin' Stupid (met Nicole Kidman)              | -    | -   | -   | -   | -   | -    | -    | -    | 1398 | 1342 | 1687 | -    | -    | -    | -    | -    | -    | -    | -    | -    | -    | -    | -    | -    |
| Supreme                                           | -    | -   | -   | -   | -   | 1251 | 1655 | 1938 | 1848 | -    | -    | -    | 1788 | -    | -    | -    | -    | -    | -    | -    | -    | -    | -    | -    |
| The Days (met Avicii)                             | ×    | ×   | ×   | ×   | ×   | ×    | ×    | ×    | ×    | ×    | ×    | ×    | ×    | -    | 1678 | -    | -    | -    | -    | -    | -    | -    | -    | -    |
| The Road to Mandalay                              | -    | -   | -   | -   | -   | -    | 1218 | -    | 986  | 917  | 1095 | 1308 | 979  | 1294 | 1372 | 1571 | 1676 | -    | 1961 | 1870 | 1866 | 1854 | 1806 | 1981 |
| You Know Me                                       | ×    | ×   | ×   | ×   | ×   | ×    | ×    | ×    | -    | 1971 | -    | -    | -    | -    | -    | -    | -    | -    | -    | -    | -    | -    | -    | -    |

1. ↑  Een '-' betekent dat het nummer niet was genoteerd, een '×' betekent dat het nummer nog niet was uitgebracht en een vetgedrukt getal geeft de hoogste notering van een nummer aan.
2. ↑  2001 was het eerste jaar met een notering voor Robbie Williams.

### VHS/dvd's/hd-dvd/blu-ray
- 1998: Live in Your Livingroom
- 1999: Angels
- 2000: Where Egos Dare
- 2001: Live at the Albert
- 2002: Nobody Someday
- 2003: The Robbie Williams Show
- 2003: What We Did Last Summer: Robbie Williams Live at Knebworth
- 2006: And Through It All: Robbie Williams Live 1997-2006
- 2013: Live at Knebworth - 10th Anniversary edition
- 2013: One night at Palladium
- 2014: Live in Tallinn

### Dvd's
| Dvd's met hitnoteringen in de Nederlandse Music Top 30 | Datum van verschijnen | Datum van binnenkomst | Hoogste positie | Aantal weken | Opmerkingen |
| ------------------------------------------------------ | --------------------- | --------------------- | --------------- | ------------ | ----------- |
| Live at the Albert                                     | 2001                  | 15-01-2001            | 1(14wk)         | 119          |             |
| The Robbie Williams show                               | 2003                  | 05-04-2003            | 1(1wk)          | 66           |             |
| What we did last summer - Live at Knebworth            | 2003                  | 19-11-2003            | 1(9wk)          | 143          |             |
| And through it all - Robbie Williams live              | 2006                  | 25-11-2006            | 1(3wk)          | 15           |             |
| Live at Knebworth - 10th Anniversary edition           | 2013                  | 03-08-2013            | 1(2wk)          | 13           |             |
| One night at Palladium                                 | 2013                  | 14-12-2013            | 1(6wk)          | 61           |             |
| Live in Tallinn                                        | 2014                  | 13-12-2014            | 3               | 21           |             |

| Dvd's met hitnoteringen in de Vlaamse Ultratop muziek-dvd top 10/20 | Datum van verschijnen | Datum van binnenkomst | Hoogste positie | Aantal weken | Opmerkingen |
| ------------------------------------------------------------------- | --------------------- | --------------------- | --------------- | ------------ | ----------- |
| What we did last summer - Live at Knebworth                         | 2004                  | 20-03-2004            | 2               | 31           |             |
| Live at the Albert                                                  | 2006                  | 24-06-2006            | 9               | 2            |             |
| The Robbie Williams show                                            | 2006                  | 01-07-2006            | 8               | 1            |             |
| And through it all - Robbie Williams live 1997-2006                 | 2006                  | 18-11-2006            | 1(1wk)          | 34           |             |
| Live at Knebworth - 10th anniversary edition                        | 2013                  | 03-08-2013            | 3               | 5            |             |
| One night at the palladium                                          | 2013                  | 21-12-2013            | 1(1wk)          | 17           |             |
| Live in Tallinn                                                     | 2014                  | 20-12-2014            | 4               | 5*           |             |